# Либеропулос, Никос
Нико́лаос Либеро́пулос (греч. Νίκος Λυμπερόπουλος; род. 4 августа 1975[…], Филиатра) — греческий футболист, нападающий.

## Клубная карьера
Никос Либеропулос — один из самых популярных футболистов — уроженцев Пелопоннеса. Он начал карьеру в клубе «Эрани Филатрон», в 1994 году перешёл в «Каламату». В 1996 году, впечатлив скаутов «Панатинаикоса», Либеропулос перебрался в столицу. Со своим новым клубом он дошёл до полуфинала Лиги чемпионов. К игроку проявляли интерес итальянские клубы (преимущественно «Ювентус» и «Верона»), но он остался в Афинах, выразив преданность «Панатинаикосу». В 2003 году у Либеропулоса вышел конфликт с руководством из-за условий контракта, вследствие чего он покинул клуб. Никос имел предложения от «Олимпиакоса» и «Марселя», но в результате выбрал афинский АЕК, где сразу стал заметным игроком и лидером команды. В 2007 году форварда хотел купить немецкий «Нюрнберг», но президент клуба публично отказался продавать лучшего игрока своей команды.
13 июля 2008 года было объявлено о переходе Либеропулоса в клуб немецкой Бундеслиги «Айнтрахт» из Франкфурта-на-Майне, с которым футболист подписал двухлетнее соглашение.
1 июля 2010 года перешёл в АЕК, подписав контракт на 1 год.

## Карьера в сборной
Либеропулос выступал за национальную команду с 1996 года. Известен как «джокер» сборной — выходя на замену в последней четверти матча, забивает решающие голы.

## Достижения
Командные
Эрани Филатрон
- Победитель четвёртого дивизиона Греции: 1993

Каламата
- Победитель второго дивизиона Греции: 1995

АЕК
- Обладатель Кубка Греции: 2011

Личные
- Лучший греческий игрок национального чемпионата: 2000, 2006, 2007
- Лучший бомбардир чемпионата Греции: 2003, 2007